# Torsten Weitze
Torsten Weitze (* 11. Juni 1976 in Krefeld) ist ein deutscher Autor von Fantasy-Literatur.

## Leben
Torsten Weitze ist verheiratet und lebt in Krefeld. Nach einer Ausbildung zum Verlagskaufmann erfolgte der Einstieg in das Familiengeschäft, wo er als Geschäftsführer tätig ist. Seine Schriftstellertätigkeit begann er als Leiter einer Pen & Paper-Gruppe für die er jahrelang Welten entwarf, bis er 2017 anfing eigene Bücher zu verfassen. Er zählt das Erleben von Geschichten in Form von Büchern, Filmen, Serien oder storylastigen Videospielen sowie Jiu Jitsu und das Erlernen der Handhabung traditioneller japanischer Waffen wie dem Katana oder dem Bo zu seinen Hobbys.

## Werke

### Der 13. Paladin
- Band I: Ahren (ISBN 978-3-947515-71-4)
- Band II: Die Ernennung (ISBN 978-3-947515-72-1)
- Band III: Die Eherne Stadt (ISBN 978-3-947515-73-8)
- Band IV: Die schlafende Mutter (ISBN 978-3-947515-74-5)
- Band V: Die Inseln der Klingensee (ISBN 978-3-947515-75-2)
- Band VI: Der Kampf um Hjalgar (ISBN 978-3-947515-76-9)
- Band VII: Im Ewigen Reich (ISBN 978-3-947515-77-6)
- Band VIII: Der Vater des Berges (ISBN 978-3-947515-78-3)
- Band IX: Im Herzen des Wutwaldes (ISBN 978-3-947515-79-0)
- Band X: Das grüne Meer (ISBN 978-3-947515-80-6)
- Band XI: Die Stadt der Schurken (ISBN 978-3-947515-81-3)
- Band XII: Die Ewigkeit des Eises (ISBN 978-3-947515-82-0)
- Band XIII: Der Widersacher (ISBN 978-3-947515-83-7)
- Das Herz eines Zwerges: Eine Kurzgeschichte aus den dunklen Tagen (ISBN 978-1-723990-51-9)

### Nebula Convicto
Grayson Steel:
- Grayson Steel und der Verhangene Rat von London (ISBN 978-3-98942-255-1)
- Grayson Steel und die Magische Hanse von Hamburg (ISBN 978-3-98942-256-8)
- Grayson Steel und die Drei Furien von Paris (ISBN 978-3-98942-257-5)
- Grayson Steel und das Blutsiegel von Rom (ISBN 978-3-98942-258-2)

Im Namen des Rates:
- Grenzgänger – Im Namen des Rates I (ISBN 978-3-948695-96-5)
- Gefangene des großen Spiels – Im Namen des Rates II (ISBN 978-3-98896-511-0)

### Nebula Convicto Chroniken
Mit Dan Dreyer als Autor ebenfalls aus dem Nebula Convicto Universum unter Mitwirkung von Torsten Weitze:
- Miss O'Shea und der Löwe von Boston (ISBN 978-3-949428-05-0)
- Miss O'Shea und der Zorn der Banshee (ISBN 3-98896-515-4)
- Miss O’Shea und die Drachen von Hongkong (ISBN 3-98942-262-6)
- Miss O’Shea und der Sohn des Meeres (ISBN 978-3-98942-889-8)

### Sturmfels Akademie
- Band I: Der Turm der Bettler (ISBN 978-3-98896-525-7)
- Band II: Der Turm des Goldes (ISBN 978-3-98942-244-5)
- Band III: Der Turm der Könige (ISBN 978-3-98942-537-8)
- Band IV: Der Turm des Blutes (ISBN 978-3-9894254-8-4)
- Band V: Der Turm des Wissens (ISBN 978-3-98942-550-7)

### Minen der Macht
(zusammen mit Mira Valentin, Sam Feuerbach, Greg Walters und Bernhard Hennen)
- 2023 – Der Unheiler (ISBN 978-3-596-70856-7)
- 2023 – Der Formbrecher (ISBN 978-3-596-70857-4)
- 2024 – Der Grauzorn (ISBN 978-3-596-70858-1)